# Wysokościowa osnowa geodezyjna w Polsce

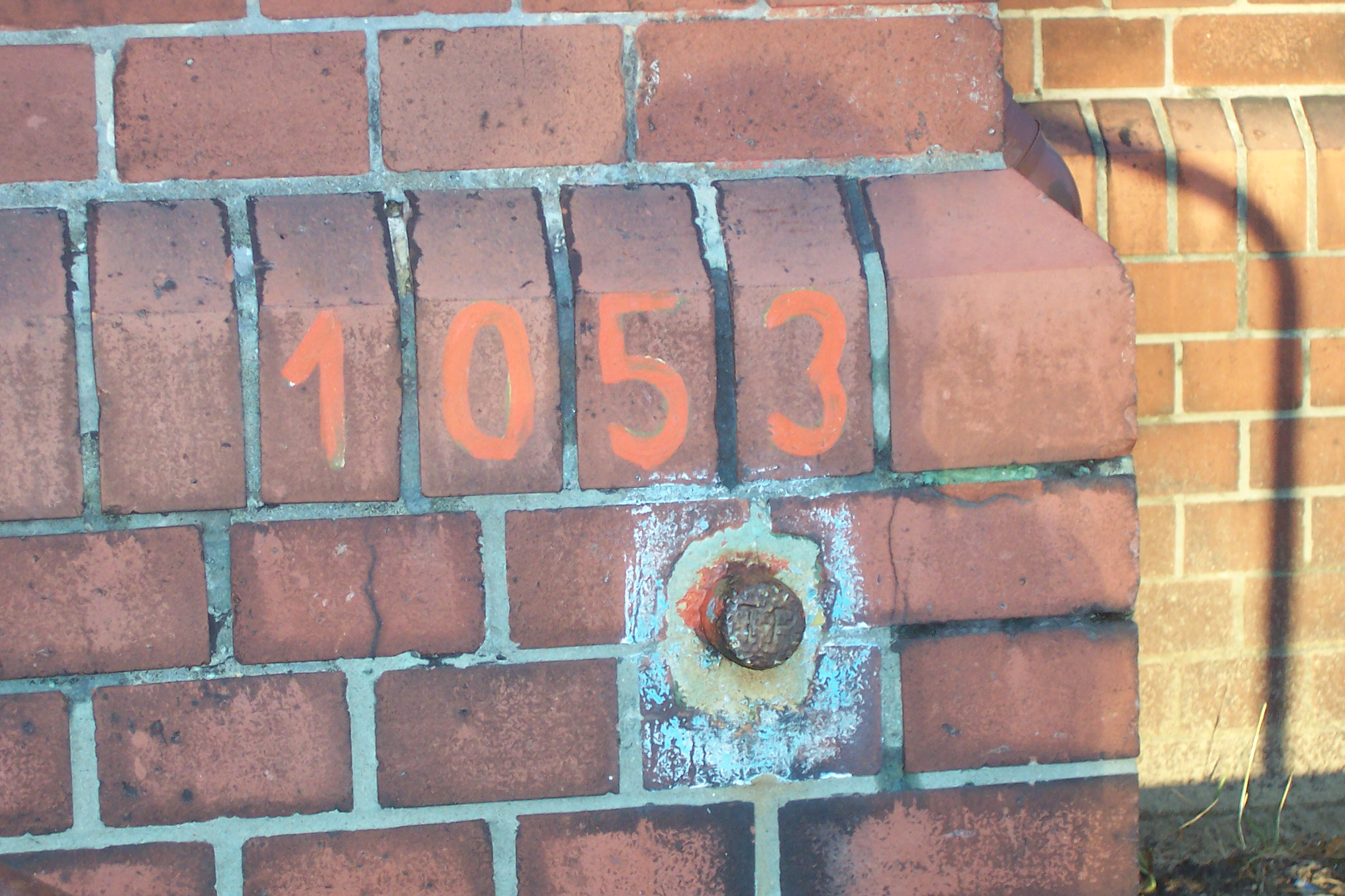
Reper, przykład punktu osnowy wysokościowej

Wysokościowa osnowa geodezyjna w Polsce – zbiór punktów geodezyjnych, które mają położenie wyznaczone w państwowym systemie odniesień przestrzennych, których wysokość (H) w stosunku do przyjętej powierzchni odniesienia została określona przy zastosowaniu technik geodezyjnych (wyznaczono rzędne wysokościowe względem przyjętego poziomu morza) oraz określono błąd ich wyznaczenia.

## Od 2021
Od 2021 roku wysokościowa podstawowa i szczegółowa osnowa geodezyjna jest zdefiniowana w Rozporządzeniu Ministra Rozwoju, Pracy i Technologii z dnia 6 lipca 2021 r. w sprawie osnów geodezyjnych, grawimetrycznych i magnetycznych.

### Podstawowa osnowa wysokościowa
Podstawowa osnowa wysokościowa jest jedną z rodzajów osnowy (obok poziomej, grawimetrycznej i magnetycznej) wydzieloną ze względu na jej funkcjonalność. Ze względu na dokładność ustalenia położenia lub wielkości fizycznej charakterystycznej dla określonego rodzaju osnów dzieli się ją na klasy:
1. fundamentalną – stanowią ją punkty wyznaczone w sieciach o najwyższej dokładności, które przenoszą na obszar Polski geodezyjny europejski układ odniesienia właściwy dla danego rodzaju osnowy
2. bazową – stanowią ją punkty, które realizują układy odniesienia właściwe dla danego rodzaju osnowy

Punkty osnowy fundamentalnej wysokościowej tworzą punkty węzłowe polskiej części sieci niwelacyjnej Europy. Zagęszczenie punktów tej klasy nie może być mniejsze niż 1 pkt/2000 km², natomiast termin ich okresowego przeglądu to nie więcej niż co 30 lat.
Klasę bazową podstawowej osnowy geodezyjnej wysokościowej tworzą punkty sieci niwelacyjnej Europy niewłączone do klasy fundamentalnej, punkty wyznaczone techniką precyzyjnej niwelacji geometrycznej i punkty wyznaczone metodą niwelacji satelitarnej. Zagęszczenie punktów tej klasy nie może być mniejsze niż 1 pkt/20 km², natomiast termin ich okresowego przeglądu to nie więcej niż co 30 lat. 
Klasy fundamentalna i bazowa podstawowej osnowy geodezyjnej wysokościowej muszą charakteryzować się dokładnością wyznaczenia wysokości punktu nie mniejszą niż 0,01 m. Współrzędne poziome punktów podstawowej osnowy geodezyjnej wysokościowej wyznacza się z dokładnością zapewniającą średni błąd położenia nieprzekraczający 0,1 m względem osnowy poziomej. Dla sieci punktów (reperów), których wysokości (rzędne) są wyznaczane metodą precyzyjnej niwelacji geometrycznej średni błąd pomiaru nie powinien być większy niż 1,5 mm/km.

### Szczegółowa osnowa wysokościowa
Szczegółową osnowę geodezyjną wysokościową tworzą punkty, których wysokości wyznaczono metodą:
1. niwelacji geometrycznej gdy średni błąd pomiaru nie powinien być większy niż 4 mm/km.
2. niwelacji satelitarnej.

Błąd wyznaczenia wysokości punktów osnowy geodezyjnej nie powinien być większy niż 0,01 m względem podstawowej osnowy, a współrzędne poziome należy wyznaczać z dokładnością zapewniającą średni błąd położenia nieprzekraczający 0,1 m względem osnowy geodezyjnej poziomej. Długości linii niwelacyjnych nie powinny przekraczać 18 km, a na terenach zurbanizowanych – 6 km. Długości odcinków niwelacyjnych powinny wynosić od 0,5 km do 1,0 km, a na terenach niezurbanizowanych nie
powinny przekraczać 5 km.
Punkty szczegółowej osnowy geodezyjnej wysokościowej stabilizuje się znakami:
- naziemnymi – właściwy punkt wysokościowy znajduje się nad powierzchnią gruntu
- ściennymi – w postaci metalowego bolca osadzonego w ścianie budowli
- na budowli – w postaci masztu stacji referencyjnej.

Stabilność punktu nawiązania sieci niwelacyjnej powinna być sprawdzona przez wykonanie pomiaru kontrolnego pomiędzy tym punktem a najbliższym punktem podstawowej osnowy wysokościowej. Średni błąd pomiaru kontrolnego nie powinien być większy niż 4 mm/km. Odchyłka zamknięcia poligonu niwelacyjnego, wyznaczona z wartości pomierzonych, nie powinna być większa niż 6√F mm (F – długość obwodu poligonu w km).

## 2012–2021
W latach 2012–2021 wysokościowa osnowa geodezyjna w Polsce zdefiniowana była Rozporządzeniem Ministra Administracji I Cyfryzacji z dnia 14 lutego 2012 r. w sprawie osnów geodezyjnych, grawimetrycznych i magnetycznych.
Ze względu na dokładność oraz sposób jej zakładania wysokościową osnowę geodezyjną dzieliło się na:
1. osnowę podstawową fundamentalną – stanowiły ją punkty wyznaczone w sieciach o najwyższej dokładności, które przenoszą na obszar kraju geodezyjny układ odniesienia i układ wysokości
2. osnowę podstawową bazową – stanowiły ją punkty wyznaczone w sieciach o najwyższej dokładności realizujące przyjęte układy odniesienia, i które były rozmieszczone równomiernie na terenie Polski
3. osnowę szczegółową – stanowiły ją punkty wyznaczone w sieciach będących rozwinięciem podstawowej osnowy geodezyjnej, a stopień ich zagęszczenia był uzależniony od stopnia zurbanizowania terenu

### Podstawowa osnowa wysokościowa
Podstawową fundamentalną osnowę wysokościową tworzyły punkty główne krajowej sieci EUVN. Punkty fundamentalnej osnowy wysokościowej zakładało się na litej skale lub na słupach osadzonych na stopach fundamentowych zagłębionych poniżej poziomu przemarzania gruntu.
Podstawową bazową osnowę wysokościową tworzyły punkty rozwinięcia sieci EUVN oraz punkty sieci niwelacyjnej (repery) pomierzone metodą geometrycznej niwelacji precyzyjnej, przy czym linie niwelacyjne (składające się z odcinków) tworzyły jednorzędowy wielowęzłowy układ poligonów niwelacyjnych. Średnie długości linii niwelacyjnych bazowej osnowy wysokościowej wynosiły od 25 do 35 km (8–12 km na terenach zurbanizowanych). 
Punkty bazowej osnowy wysokościowej stabilizowało się jednym z trzech rodzajów znaków wysokościowych:
- znakami podziemnymi
- znakami naziemnymi
- znakami ściennymi w postaci metalowych bolców (reperów)

Maksymalne średnie błędy niwelacji przed wyrównaniem:
- średni błąd pomiaru linii niwelacyjnej – 0,4 mm/km
- średni błąd pomiaru wyznaczony z odchyłek zamknięć poligonów – 1 mm/km
- średni błąd przypadkowy pomiaru – 0,4 mm/km
- średni błąd systematyczny – 0,2 mm/km

Średni błąd pomiaru 1 km niwelacji po wyrównaniu nie powinien był być większy niż 1,5 mm/km. 
Współrzędne poziome (X, Y) znaków podziemnych punktów podstawowej osnowy wysokościowej wyznaczało się z dokładnością nie mniejszą niż 0,1 m względem poziomej osnowy geodezyjnej, a współrzędne pozostałych znaków wysokościowych określało się z błędem nie większym niż 5 m.

### Szczegółowa osnowa wysokościowa
Szczegółowa wysokościowa osnowa geodezyjna stanowiła zbiór punktów będących zagęszczeniem osnowy podstawowej służący do nawiązywania osnów pomiarowych oraz wykonywania pomiarów geodezyjnych. Średnie długości linii niwelacyjnych nie powinny były przekraczać 18 km (6 km na terenach zurbanizowanych). Szczegółową wysokościową osnowę geodezyjną tworzyły sieci niwelacyjne, zakładane metodą niwelacji geometrycznej oraz punkty wysokościowe zakładane techniką GNSS przy nawiązaniu sieci do co najmniej czterech punktów podstawowej wysokościowej osnowy geodezyjnej. 
Punkty szczegółowej osnowy wysokościowej stabilizowało się jednym z dwóch rodzajów znaków wysokościowych:
- znakami naziemnymi
- znakami ściennymi w postaci metalowych bolców (reperów)

Średni błąd pomiaru 1 km niwelacji po wyrównaniu nie powinien był być większy niż 4 mm/km, a błąd wysokości punktu nie większy niż 0,01 m. Współrzędne poziome (X, Y) znaków wysokościowych określało się z błędem nie większym niż 5 m.

## 1980–2012
W latach 1980–2012 geodezyjna osnowa wysokościowa była zdefiniowana w standardach geodezyjnych, które określone były poprzez instrukcje i wytyczne techniczne obowiązujące:
- w latach 1979–1999 na podstawie zarządzeń Prezesa Głównego Urzędu Geodezji i Kartografii (GUGiK)[4]; oraz
- w latach 1999–2012 na podstawie rozporządzenia Ministra Spraw Wewnętrznych i Administracji z 24 marca 1999 r.[3]

Standardem technicznym, zawierającym przepisy techniczne i porządkowe, ustalające zasady klasyfikacji i podstawowe kryteria oceny dokładności, obowiązujące przy zakładaniu podstawowej i szczegółowej wysokościowej osnowy geodezyjnej była Instrukcja techniczna G-2.